# 6.º Congresso Nacional do Kuomintang (1945)
O 6º Congresso Nacional do Kuomintang (中國國民黨第六次全國代表大會) foi realizado entre 1945 e 1947, pouco antes do ínicio da Guerra Fria, na capital provisória de guerra da República da China em Chongqing. Este é o primeiro congresso desde 1929 onde o Kuomintang restaura relações com o Partido Comunista Chinês, sendo que esta reunião serviu como base para a Conferência Consultiva Política do Povo Chinês.

## Primeira Sessão
- Vinte e sete projetos de lei foram adotados, incluindo "Pontos-chave para a revisão do esboço organizacional do Comitê Executivo Central".
- Vinte e cinco pessoas, incluindo Yu Youren, Ju Zheng, Sun Ke e Dai Jitao, foram eleitos para formar o Comitê Permanente do Comitê Executivo Central, e Song Ziwen foi nomeado Presidente do Yuan Executivo da República da China.
- A reunião teve como foco a discussão da moção de transferência do 6º Congresso Nacional para Chongqing. No seu discurso de encerramento, Chiang Kai-shek, disse que intensificar a luta pela vitória na Guerra Antijaponesa é atualmente a "maior e mais urgente tarefa" e que deveriam implementar rigorosamente uma "construção econômica" com base na revolução e concretizar o socialismo como parte dos Três Princípios do Povo.[1]

## Segunda Sessão
- Foi realizado em Chongqing de 1º a 17 de março de 1946. Chiang Kai-shek propôs no seu discurso de abertura: “Devemos rever o trabalho passado e analisar a situação atual para determinar a direção dos esforços futuros” e que “Democratização política” significa “o Congresso Nacional pode ser convocado o mais rapidamente possível”; nacionalização" significa "o exército nacional pertence ao estado".
- Houve um debate acalorado na reunião sobre a aceitação da “Resolução da CCPPC ”. A sessão plenária aprovou resoluções sobre a desmobilização militar, assistência pós-guerra, questões de transporte, relatórios políticos, desmobilização económica, administração local e questões fronteiriças.
- Foi decidida a extinção do Conselho Supremo de Defesa Nacional e o restabelecimento do Comité Político Central, com o seu poder colocado acima do do Comité do Governo Nacional.

## Terceira e Quarta Sessão
- Foi realizado em Nanquim de 9 a 13 de setembro de 1947. Entre elas, a quarta sessão plenária do Comité Central dura três dias e a reunião conjunta do partido e da bancada dura dois dias.
- Participaram na reunião mais de 580 pessoas, incluindo membros do Comité Executivo Central do Kuomintang, membros suplentes do Comité Executivo Central, membros do Comité Central de Supervisão, membros suplentes do Comité Central de Supervisão, bem como funcionários centrais. da Liga das Três Juventudes e supervisores centrais. Nos seus discursos de abertura e encerramento, Chiang Kai-shek enfatizou que “a tarefa mais urgente neste momento é como eliminar o nosso único inimigo, o Partido Comunista, ou seja, como cumprir a nossa missão de lutar contra a rebelião e construir o país”;[2] e pediu aos membros do partido a todos os níveis que “contribuíssem vigorosamente” e “Se tiverem dinheiro, paguem”.
- Wu Tiecheng, Zhang Qun e Bai Chongxi fizeram relatórios de organização unificada, relatórios políticos e relatórios militares do partido e da liga, respectivamente. A reunião centrou-se na discussão e aprovação da "Unificação da Sede Central do Partido e do Plano de Organização da Liga Juvenil", e decidiu estabelecer um Departamento da Juventude no Comité Central do Kuomintang como a "organização para liderar e organizar a juventude" do Kuomintang, e em ao mesmo tempo, aboliu a Liga Juvenil dos Três Princípios do Povo [3] . A reunião também adoptou a resolução "Atual Programa Organizacional do Kuomintang" e a declaração da reunião, que estipulava que "todos os membros do partido e membros da liga deveriam registar-se novamente como membros do partido", enfatizando especialmente o princípio organizacional de "o presidente lidera o partido inteiro."[4]| - v - d - e Partido Nacionalista Chinês                                     | - v - d - e Partido Nacionalista Chinês                                                                                                                                                                                                                                                                                                                                                                                                                                     | - v - d - e Partido Nacionalista Chinês |
| --------------------------------------------------------------------------- | --- | --------------------------------------- |
| História                                                                    | - Cooperação Sino-Soviética (1921–1945) - Tongmenghui - Exército Revolucionário - Reunificação chinesa de 1928 - Céu azul com sol branco - Kuomintang de Esquerda - Visitas da Coligação Pan-Azul à China continental em 2005 |                                         |
| Fundadores                                                                  | - Sun Yat-sen - Song Jiaoren (Reorganizador do Tongmenghui, 1912) - Huang Xing (Principal Líder Militar do Tongmenghui) - Lu Haodong (Criador da Bandeira e Embelmas) |                                         |
| Ideologia                                                                   | - Socialismo (Não Marxista) - Dang Guo - Cinco Raças Sob Uma União - Tridemismo |                                         |
| Lideres                                                                     | - Sun Yat-sen - Song Jiaoren - Zhang Renjie - Chiang Kai-shek - Hu Hanmin - Wang Jingwei - Chiang Ching-kuo - Lee Teng-hui - Lien Chan - Ma Ying-jeou - Wu Po-hsiung - Chiang Pin-kung - Wu Den-yih - Eric Chu - Huang Min-hui - Hung Hsiu-chu - Lin Junq-tzer - Wu Den-yih - Lin Rong-te - Johnny Chiang |                                         |
| Congressos Nacionais                                                        | - Primeiro (1924) - Segundo (1926) - Terceiro (1929) - Quarto (1931) - Quinto (1935) - Extraordinário (1938) - Sexto (Wang, 1939) - Sexto (1945) - Sétimo (1952) - Oitavo (1957) - Nono (1963) - Décimo (1969) - Décimo Primeiro (1976) - Décimo Segundo (1981) - Décimo Terceiro (1988) - Décimo Quarto (1993) - Décimo Quinto (1997) - Décimo Sexto (2001) - Décimo Sétimo(2005) - Décimo Oitavo (2009) - Décimo Nono (2013) - Vigésimo (2017) - Vigésimo Primeiro (2021) |                                         |
| Eleições de Liderança                                                       | - 2001 - 2005 - 2007 (b) - 2009 - 2013 - 2015 (b) - 2016 (b) - 2017 - 2020 (b) - 2021 |                                         |
| Localizações Importantes                                                    | - Mausoléu de Sun Yat-sen - Palácio Presidencial (Nanjing) - Huguang Guild Hall |                                         |
| Veja Também                                                                 | - Partido Comunista da China - Socialismo com características chinesas |                                         |
| Notas: Líderes em exercício em itálico; Eleições parciais indicadas com (b) | |                                         |